# Cueva de aragonito Ochtinská

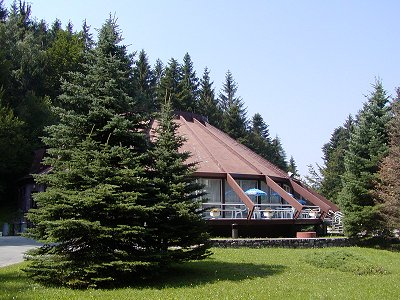
Centro de visitantes de la cueva.

La cueva de aragonito Ochtinská se encuentra en Eslovaquia en el karst de Ochtina en la ladera noroeste de Hrádok en las montañas de Revuca entre Jelsava y Stítnik. Su longitud es 300 metros. Compuesta de aragonito, se originó durante las relaciones específicas hidroquímicas y climáticas en las cavidades cerradas subterráneas. La cueva fue descubierta en el año 1954 en una perforación de la galería en una exploración geológica. La cueva abrió sus puertas en el año 1972 con una longitud de 230 metros, siendo una de las tres únicas cuevas de aragonito en el mundo (otras se encuentran en México y Argentina). Desde 1995, fue declarada por la Unesco Patrimonio de la Humanidad como parte de las Grutas kársticas de Aggtelek y del karst eslovaco.

## El acceso a la cueva
La cueva está situada en Slovenske Rudohorie en oeste de Rožňava. A la cueva usted puede ir a través de la rama de la carretera entre pueblo Stítnik y ciudad Jelšava en colina Hradok (2 km).El aparcamiento para los coches está 300 m de la cueva. Desde allí los visitantes pueden ir por pie por el camino a la zona de cueva. La parada más cercana de transporte público: Gocaltovo, Hradok (autobús).

## El acceso a cueva por el coche
- de Rožňava a través de Stítnik en la dirección de Jelsava - 25 km
- de Poprad en la dirección de Rožňava a través de Vernar, Dobsina y Stítnik - 80 km
- de Jelsava en la dirección de Stítnik, Rožňava - 10 km

## Condiciones naturales
Toda la zona pertenece a un grupo tectónico de Gelnica denominado gemerikum. Es creada en lente paleozoico devónico inferior cristalino de la piedra caliza y ankerita que está situada en el medio de rocas no casuales - filitas. Ankerita se creó por un empuje de las piedras calizas viejas. 
Galería de acceso entra en cueva en 642 metros del nivel del mar. Los corredores cuneiformes que se estrechan hacia arriba se formaron por la actividad corrosiva del agua  de lluvia que penetra a lo largo de perturbaciones tectónicas muy expresivas. Entre perturbaciones tectónicas paralelas se encuentran salas y corredores horizontales. Se formaron, sobre todo, por la actividad corrosiva del agua corriente como consecuencia de la mezcla de aguas de diferentes temperaturas y composición química. Esto se traduce en gran cantidad de nichos irregulares y cúpulas. A lo largo de la antigua superficie de agua que descendió y estancaba largo tiempo, se crearon techos corrosivos de cueva y cortes laterales corrosivos en las paredes de roca.
En la cueva se formaron tres generaciones de aragonito. El aragonito se forma a partir de las disoluciones acuosas con contenido alto de iones de magnesio, hierro y manganeso en condiciones de microclima estable. Los aragonitos más viejos son las formaciones blancas con aspecto de riñón y sus restos (edad aproximada de 121 – 138 mil años), que parcialmente se convirtieron en calcita. La segunda generación contiene más minerales que la primera generación de aragonita, y se encuentran en forma de agujas largas de varios decímetros y de helictitas con aspecto de espiral (edad aproximada de 14 mil años). Estas dan lugar a las formaciones de mata o de arbusto ( incluso en otras palabras la flor de hierro), que son las más atractivas para los visitantes. El aragonito de segunda generación siempre se desarrolla, por lo cual conserva el color blanco y el aspecto puro. La generación más joven de aragonito, que se forma actualmente en los sedimentos y los ocres de hierro, forma los abanicos menudos (grandes 2 hasta 4 mm, en algunos lugares más grandes), aisladamente de las formaciones minúsculas de espiral.
La temperatura del aire en cueva alcanza desde 7,2 hasta 7,8 °C, la humedad relativa oscila entre el 92% y el 97%. Para la estabilización de microclima de la cueva contribuyen considerablemente los ocres de hierro (que contienen 47 hasta 56 hm. % de agua), porque son capaces liberar y absorber el vapor de agua.
En la cueva es característica la ausencia de murciélagos. También hay pocos invertebrados. Aparecen generalmente colémbolos (Collembola), ácaros (Acarina) y dípteros (Diptera). Los colémbolos Pseudosinella aggtelekiensis y Deuteraphorura kratochvili son los animales típicos de las cuevas de karst eslovaco. En los restos orgánicos en la cueva, crecen las larvas de una especie de dípteros, Camptochaeta ofenkaulis, perteneciente a la familia de Sciaridae, que vemos muy escasamente, todavía conocida solo en dos cuevas en Eslovaquia.

## La historia y el presente
La cueva fue encontrada casualmente en el año 1954 cuando los empleados M. Cangár y J. Prošek. de la investigación metalífera de Eslovaquia realizaron una prospección geológica llamada Kapusta. Trabajadores de Turista investigaron en la cueva en el año 1955, en el año 1956 se hicieron trabajos exploratorios de sondeo. Los trabajos para acceder la cueva empezaron en el año 1966. Cavaron una galería de acceso larga, de 145 m. La cueva fue abierta 1972. La longitud de la parte accesible es 230 m.

## Terraza de exhibición
La entrada artificial a la cueva es larga, 144 m y supera un desnivel de 19 m mediante 104 peldaños. La longitud general de la cueva es de 300 m, la temperatura de aire oscila entre 7,2 hasta 7,8 °C. Las visitas de exhibición duran 30 minutos. El techo de la cueva está decorado con formaciones únicas de forma excéntrica de aragonito. Cuevas de este tipo raramente se encuentran en el mundo. Su decoración característica es única en todo el mundo. En la cueva no es posible hacer fotos sin permiso.